# Rhodophiala biflora
Rhodophiala biflora är en amaryllisväxtart som beskrevs av Rodolfo Amando Philippi. Rhodophiala biflora ingår i släktet Rhodophiala och familjen amaryllisväxter. Inga underarter finns listade i Catalogue of Life.